# Gamser Rugg
Gamser Rugg är en bergstopp i Schweiz. Den ligger i distriktet Wahlkreis Werdenberg och kantonen Sankt Gallen, i den östra delen av landet. Toppen på Gamser Rugg är 2 076 meter över havet. Gamser Rugg ingår i Churfirsten.
Terrängen runt Gamser Rugg är bergig åt sydost, men åt nordväst är den kuperad. Den högsta punkten i närheten är Hinterrugg, 2 306 meter över havet, 1,8 km väster om Gamser Rugg.
I omgivningarna runt Gamser Rugg förekommer i huvudsak kala bergstoppar och gräsmarker.